# Wayne (Virginie-Occidentale)
Pour les articles homonymes, voir Wayne.
La ville de Wayne est le siège du comté de Wayne, situé dans l’État de Virginie-Occidentale, aux États-Unis. Sa population s’élevait à 1 413 habitants lors du recensement de 2010, estimée à 1 392 habitants en 2018.

## Histoire
La ville est fondée en 1842 sous le nom de Trout’s Hill, en référence au propriétaire des lieux, Abraham Trout. Elle prend par la suite, de même que le comté, le nom de Wayne, en hommage au général Anthony Wayne.